# Bornuur
Bornuur (tiếng Mông Cổ: Борнуур) là một sum của tỉnh Töv ở Mông Cổ. Vào năm 2007, dân số của sum là 4.693 người.

## Địa lý
Trung tâm sum, Bornuur, nằm cách tỉnh lỵ Zuunmod 156 km và thủ đô Ulaanbaatar 110 km.

### Khí hậu
Bornuur có nhiệt độ trung bình hàng năm là 2 °C. Tháng ấm nhất là tháng 7, khi nhiệt độ trung bình là 22 °C và lạnh nhất là tháng 1, với −22 °C. Lượng mưa trung bình hàng năm là 401 mm. Tháng ẩm ướt nhất là tháng 7, với lượng mưa trung bình là 93 mm, và khô nhất là tháng 2, với 2 mm.

## Kinh tế
Sum có một trường học, bệnh viện, trung tâm thương mại và nhà văn hóa.